# Спірідонь
Спірідонь, Спірідоні (рум. Spiridoni) — село у повіті Арджеш в Румунії. Входить до складу комуни Котмяна.
Село розташоване на відстані 133 км на північний захід від Бухареста, 25 км на північний захід від Пітешть, 95 км на північний схід від Крайови, 109 км на південний захід від Брашова.

## Населення
За даними перепису населення 2002 року у селі проживали 123 особи, усі — румуни. Усі жителі села рідною мовою назвали румунську.